# RCA (Radio)
 (mars 2021).
La mise en forme du texte ne suit pas les recommandations de Wikipédia : il faut le « wikifier ».
Les points d'amélioration suivants sont les cas les plus fréquents. Le détail des points à revoir est peut-être précisé sur la page de discussion.
- Les titres sont pré-formatés par le logiciel. Ils ne sont ni en capitales, ni en gras.
- Le texte ne doit pas être écrit en capitales (les noms de famille non plus), ni en gras, ni en italique, ni en « petit »…
- Le gras n'est utilisé que pour surligner le titre de l'article dans l'introduction, une seule fois.
- L'italique est rarement utilisé : mots en langue étrangère, titres d'œuvres, noms de bateaux, etc.
- Les citations ne sont pas en italique mais en corps de texte normal. Elles sont entourées par des guillemets français : « et ».
- Les listes à puces sont à éviter, des paragraphes rédigés étant largement préférés. Les tableaux sont à réserver à la présentation de données structurées (résultats, etc.).
- Les appels de note de bas de page (petits chiffres en exposant, introduits par l'outil «  Source ») sont à placer entre la fin de phrase et le point final[comme ça].
- Les liens internes (vers d'autres articles de Wikipédia) sont à choisir avec parcimonie. Créez des liens vers des articles approfondissant le sujet. Les termes génériques sans rapport avec le sujet sont à éviter, ainsi que les répétitions de liens vers un même terme.
- Les liens externes sont à placer uniquement dans une section « Liens externes », à la fin de l'article. Ces liens sont à choisir avec parcimonie suivant les règles définies. Si un lien sert de source à l'article, son insertion dans le texte est à faire par les notes de bas de page.
- La présentation des références doit suivre les conventions bibliographiques. Il est recommandé d'utiliser les modèles {{Ouvrage}}, {{Chapitre}}, {{Article}}, {{Lien web}} et/ou {{Bibliographie}}. Le mode d'édition visuel peut mettre en forme automatiquement les références.
- Insérer une infobox (cadre d'informations à droite) n'est pas obligatoire pour parachever la mise en page.

Pour une aide détaillée, merci de consulter Aide:Wikification.
Si vous pensez que ces points ont été résolus, vous pouvez retirer ce bandeau et améliorer la mise en forme d'un autre article.
Pour les articles homonymes, voir RCA.
RCA La Radio (anciennement Radio Côte d'Amour, acronyme de Régie Com Atlantique) est une station de radio privée locale à but commercial, diffusant dans le département français de la Loire-Atlantique, à Nantes et à Saint-Nazaire, ainsi que la Vendée aux Sables-d'Olonne. Elle fait partie du groupement Les Indés Radios.

## Historique
Créée en 1992 à Saint-Nazaire sous un statut associatif, elle se nomme d'abord FMC. En 2000, elle change de nom et devient Radio Côte d'Amour. Ce nom est tiré de la Côte d'Amour, le secteur du littoral au nord de la Loire, situé entre les communes de Mesquer et de Saint-Nazaire.
La fréquence nantaise a été obtenue en 2007, concrétisation d'une volonté de rayonner sur la métropole Nantes - Saint-Nazaire.
À la suite de l'obtention d'une fréquence par la radio aux Sables-d'Olonne (Vendée), la radio change une seconde fois de nom et abandonne sa référence géographique, le 1er février 2016, en devenant RCA la radio.
Deux autres fréquences sont obtenues par RCA et dès le 1er décembre 2020 : à Bain-de-Bretagne sur le 87.7 et à Châteaubriant : 99.7

## Identité de la station

### Identité visuelle

Ancien logo de 2007 à 2014
Ancien logo de 2014 au 1er février 2016
Logo du 1er février 2016.au 15 septembre 2023
Logo depuis le 15 septembre 2023

### Slogan
- « La radio de vos idoles » (jusqu'en 2007)
- « Des Tubes, des Stars et Vous » (jusqu'en 2020)
- « Tous les tubes que vous aimez » (depuis fin 2020)
- « RCA, la radio de la région » (depuis fin 2020)

## Programmation
RCA a pour vocation d'être une radio de proximité avec une large programmation musicale. Ainsi, elle propose des chroniques locales sur les actions associatives, les marchés de la région ou encore le trafic info. Elle a proposé aussi des informations sur le club du FC Nantes, dont elle fut partenaire et a diffusé les matchs pendant trois saisons.
Concernant la musique, RCA diffuse principalement de la variété française et des tubes internationaux des années 1960 à aujourd'hui.